# Grenadische Fußballnationalmannschaft der Frauen
Die grenadische Fußballnationalmannschaft der Frauen repräsentiert den Inselstaat Grenada im internationalen Frauenfußball. Da der nationale Verband Grenada Football Association Mitglied im Weltverband FIFA und im Regionalverband CONCACAF ist, ist die Mannschaft für die Teilnahme an der Qualifikation zur CONCACAF W Championship berechtigt. Weiter tritt die Mannschaft auch in der Qualifikation für die Olympischen Spiele an.

## Geschichte
Das erste Spiel der Geschichte für die Mannschaft, fand am 19. Mai 2006 gegen die Mannschaft von Trinidad und Tobago statt und endete für die Mannschaft mit einer 0:10-Niederlage. Eigentlich wäre diese Partei als Teil der Qualifikation zum CONCACAF Women’s Gold Cup 2006 eine Partie gegen Guyana gewesen. Weil diese sich aber zurückzogen, zog das Team gleich in die nächste Runde ein und traf so auf den Debüt-Gegner. Gleich das zweite Spiel endete durch ein 2:2 gegen Dominica aber auch mit dem ersten Punktgewinn. Durch eine Niederlage im dritten Spiel, landete die Mannschaft jedoch trotzdem am Ende auf dem letzten Platz der Gruppe. Nach zwei Teilnahmen an der Qualifikation in Folge, trat man zu der für die Ausgabe im Jahr 2014, dann jedoch nicht an.
Erst bei der Qualifikation zum Turnier im Jahr 2018 war man nun wieder dabei und konnte diesmal erneut nur gegen Dominica, einen Punkt erzielen. Alle anderen Partien endeten mit teils deutlichen Niederlagen. So auch das 0:13 gegen Trinidad und Tobago im letzten Gruppenspiel, welche bis heute mit eine der höchsten Niederlagen der Mannschaft ist. Die Qualifikation für die CONCACAF W Championship 2022, startete dann ebenfalls mit einer hohen Niederlage, auf die dann noch drei weitere folgten. Der einzige Treffer in der kompletten Qualifikation gelang bei dem 1:6 gegen Jamaika.

## Weltmeisterschaft
| - 1991: keine Teilnahme, erstes Spiel erst 2006 - 1995: keine Teilnahme, erstes Spiel erst 2006 - 1999: keine Teilnahme, erstes Spiel erst 2006 - 2003: keine Teilnahme, erstes Spiel erst 2006 - 2007: nicht qualifiziert | - 2011: nicht qualifiziert - 2015: nicht gemeldet - 2019: nicht qualifiziert - 2023: nicht qualifiziert |

## CONCACAF W Championship / CONCACAF Women’s Gold Cup
| - 1991: keine Teilnahme, erstes Spiel erst 2006 - 1993: keine Teilnahme, erstes Spiel erst 2006 - 1994: keine Teilnahme, erstes Spiel erst 2006 - 1998: keine Teilnahme, erstes Spiel erst 2006 - 2000: keine Teilnahme, erstes Spiel erst 2006 - 2002: keine Teilnahme, erstes Spiel erst 2005 | - 2006: nicht qualifiziert - 2010: nicht qualifiziert - 2014: nicht gemeldet - 2018: nicht qualifiziert - 2022: nicht qualifiziert |